# Federación de Fútbol de Chile
Federación de Fútbol de Chile är Chiles fotbollsförbund med säte i Santiago. Förbundet grundades den 19 juni 1895 med uppgift att främja och administrera den organiserade fotbollen i Chile, och att företräda den utanför landets gränser. Förbundet är anslutet till Fifa sedan 1913, och medlem av Conmebol sedan 19 juli 1916.